# Hoeve Vernelsberg

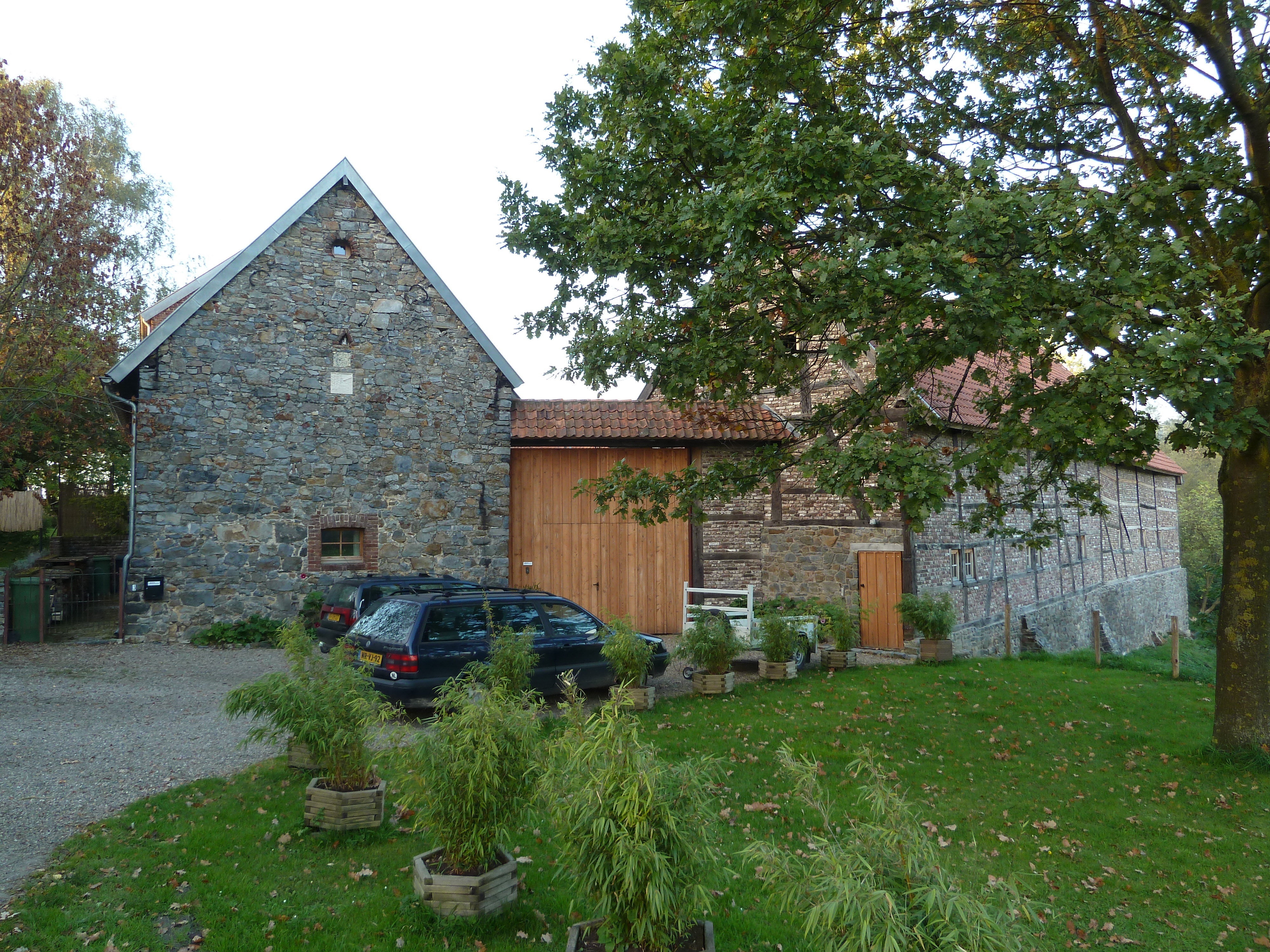
Hoeve Vernelsberg

De Hoeve Vernelsberg is een gebouw nabij Epen in de Limburgse gemeente Gulpen-Wittem. Ze staat aan de Plaatweg in de buurtschap Plaat.
Niet ver van de hoeve monden de Lingbergbeek en de Klopdriesscherbeek uit in de Geul die achter de hoeve langs stroomt.

## Geschiedenis
Vernelsberg wordt al vermeld in 1323, wanneer een Simon Huyn van Vernelsberg als getuige optreedt. Het was geen leengoed, zodat gegevens over de oudste eigenaren ontbreken. 
In de zestiende eeuw was de hoeve in het bezit van de adellijke familie Rave. In het eerste kwart van de zeventiende eeuw was Nicolaas Rave, kanunnik te Luik, de eigenaar. Daarna kwam de hoeve in het bezit van de Jezuïeten in Luik, tot de opheffing van deze orde in 1773. De hoeve kwam in handen van de prinsbisschop van Luik, die deze in 1785 verkocht. In 1790 werd Frans Willem Peltzer eigenaar.
Vernelsberg was in deze eeuwen een pachthoeve, en een van de grootste hoeven van Epen.
In de 18e en 19e eeuw zijn de huidige vijf gebouwen tot stand gekomen. 
In de Tweede Wereldoorlog werd de hoeve zwaar beschadigd door de inslag van een V1-bom. 

## Gebouw
De hoeve is gebouwd op een heuvel die 15 meter uitrijst boven de rivier de Geul die naast de hoeve stroomt. Ze bestaat uit vijf gebouwen die met elkaar een driehoek vormen. Ze is gebouwd in breuksteen, plaatselijk blauwsteen en vakwerkbouw.
De hoeve is een rijksmonument.
In de buurt van de hoeve ligt de watermolen Volmolen.

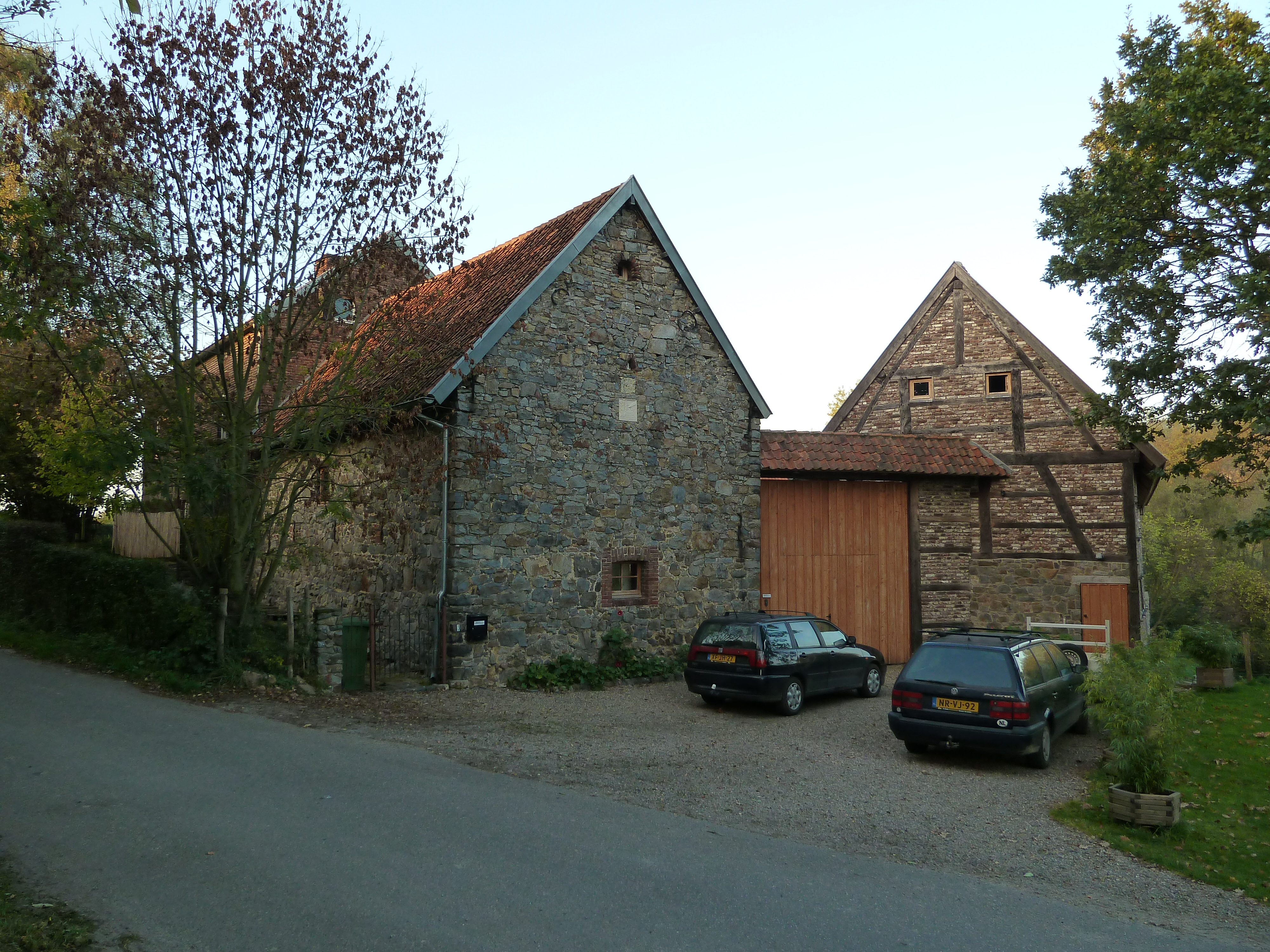
De ingang
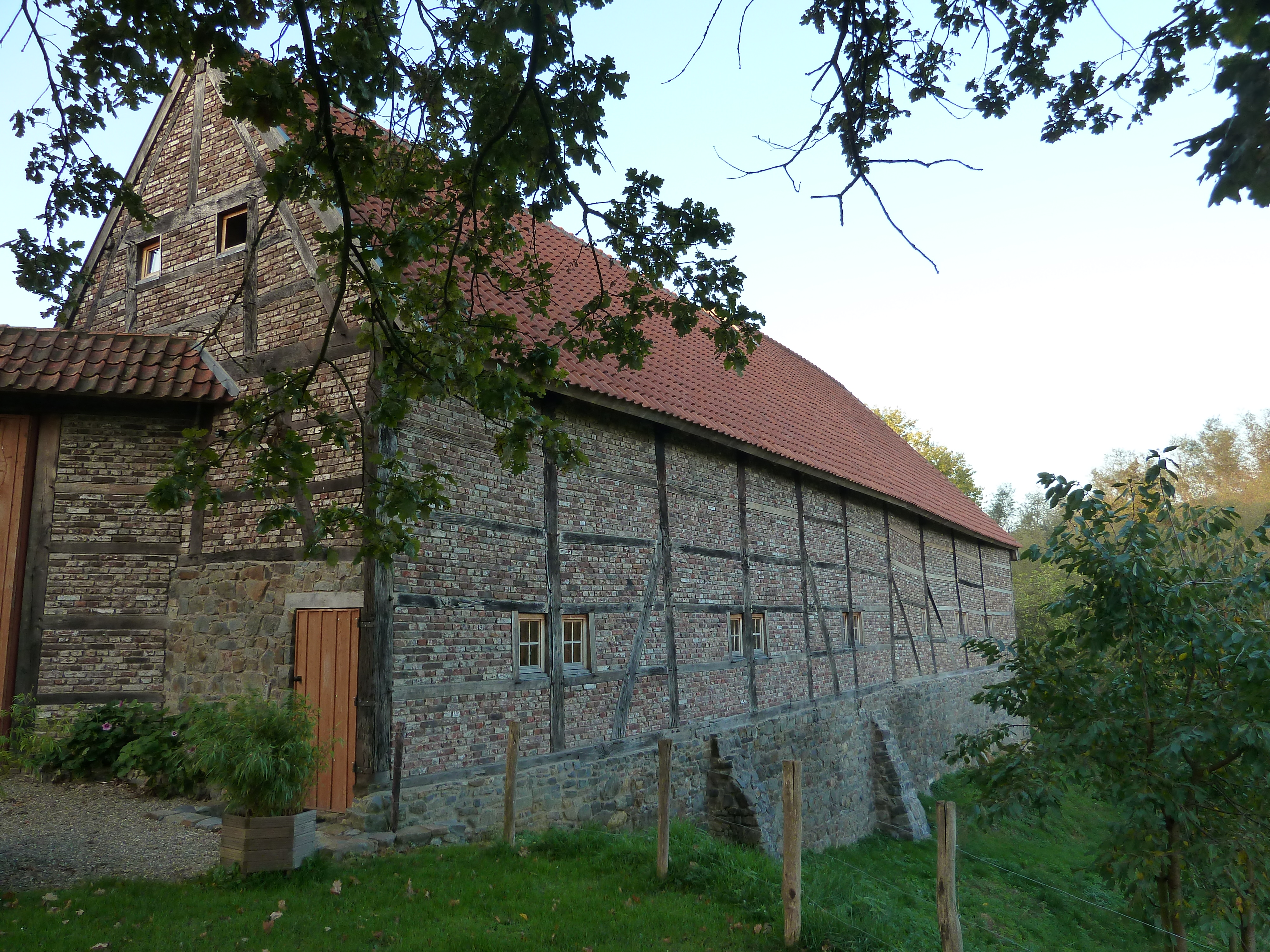
Een van de gebouwen
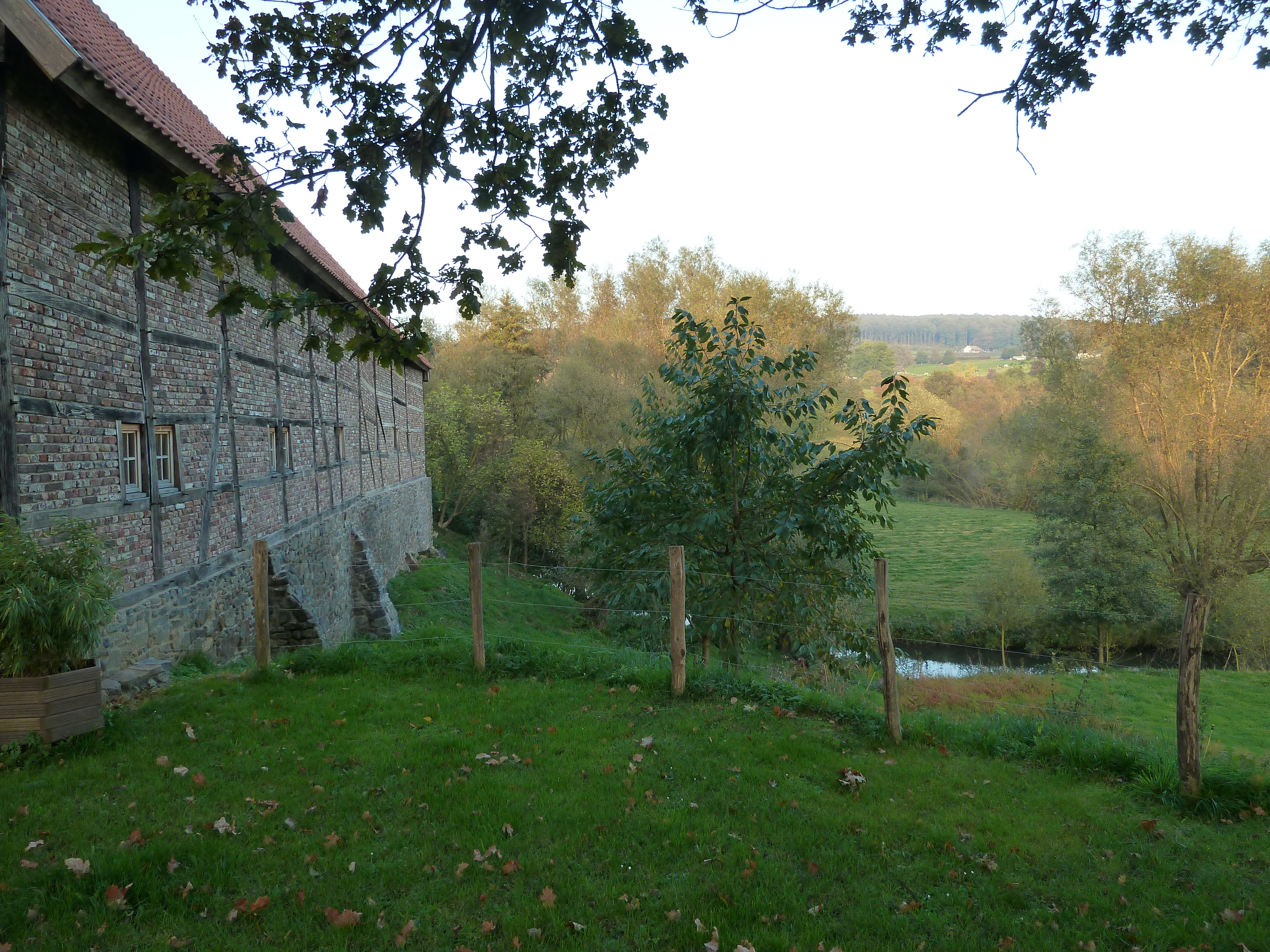
De Geul ligt in de diepte naast het gebouw